# Frea unifasciata
Frea unifasciata là một loài bọ cánh cứng trong họ Cerambycidae.